# Corinne Vezzoni
Corinne Vezzoni (Arles, 21 marzo 1964) è un'architetta francese.

## Biografia
Nata ad Arles, ha studiato presso l'École nationale supérieure d'architecture de Marseille. Ha quindi fondato lo studio Corinne Vezzoni & Associés a Marsiglia nel 2000.
È docente in pianificazione e sviluppo presso l'Università di Provenza. Insegna anche presso l'École Polytechnique Universitaire de Marseille.
Nel 2015 ha ricevuto il premio Femmes Architectes. Vezzoni è stata nominata Cavaliere dell'Ordine delle Arti e delle Lettere.

## Progetti[2]
- Archives et bibliothèques départementales Gaston Defferre;
- Centre de conservation et de ressources del Museo delle civiltà dell'Europa e del Mediterraneo;
- Lycée Haute Qualité Environnementale a Vence;
- La Fourragère, stazione della metropolitana di Marsiglia.